# Wappen von São Tomé und Príncipe

Wappen von São Tomé und Príncipe

Das Wappen von São Tomé und Príncipe wurde nach der Unabhängigkeit des Staates im Jahr 1975 angenommen.

## Beschreibung
Das Wappen wird in Artikel 14 der Verfassung des Landes als Palme zeigender, tropfenförmiger Schild mit den Proportionen 3:4 definiert, der von einem Falken und einem Papageien gehalten wird. Die einheimischen Vögel stehen für die beiden Inseln, die als Namensgeber des Landes dienen.
In Abbildungen zeigt der Schild in Gold den Baum in natürlichen Farben, über einer blau-goldenen Helmwulst einen blauen Stern als Helmkleinod.
Ein goldenes Spruchband über dem Schild zeigt in der Staatssprache Portugiesisch den Namen des Staates:
„Republica democrática de S. Tomé e Príncipe“
Ein weiteres Spruchband in den Fängen der Schildhalter zitiert das portugiesische Staatsmotto:
„Unidade, Disciplina, Trabalho“
(Einheit, Disziplin, Arbeit)

## Kolonialwappen

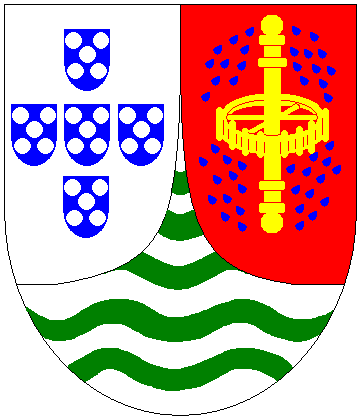
Kolonialwappen

Seit 1935 hatte die Kolonie ein eigenes Wappen, das im Design jenen der anderen Kolonien angeglichen war.
Neben den gemeinsamen Elementen der fünf Quinas, dem zentralen Bestandteil des Wappens Portugals, und den fünf grünen Wellen auf Silber, hatte São Tomé und Príncipe ein rotes Feld mit einem goldenen Rad und Achse einer Wassermühle und 17 Wassertropfen.